# Pennisetia kumaoides
Pennisetia kumaoides is een vlinder uit de familie wespvlinders (Sesiidae), onderfamilie Tinthiinae.
Pennisetia kumaoides is voor het eerst wetenschappelijk beschreven door Arita & Gorbunov in 2001. De soort komt voor in het Oriëntaals gebied.